# Каталонский атлас
Катало́нский а́тлас (кат. Atles Català, фр. Atlas catalan) — карта мира, созданная в XIV веке; вершина каталонской школы средневековой картографии. Подготовлен в Пальма-де-Майорка около 1375 года евреем Авраамом Крескесом с сыном Иегудой Крескесом по заказу арагонского короля Хуана I. Как дар французскому королю издавна хранится в Париже (ныне — в Национальной библиотеке Франции).
Атлас первоначально состоял из шести листов пергамента, которые впоследствии были разрезаны пополам и натянуты на деревянные щиты. В первых листах трактуется о вопросах космографии, астрономии и астрологии (в частности, отмечается сферическая форма Земли). Также приведены практические советы мореплавателям.
Четыре последних листа атласа представляют собой развёрнутую карту-портулан с включением информации о заморских странах по Марко Поло и Джону Мандевилю. Север по арабской традиции — снизу. Принадлежность городов обозначена флагами.

## Источник
- Каталонский атлас (фр.). — на сайте Национальной библиотеки Франции. Дата обращения: 20 октября 2010. Архивировано 6 апреля 2012 года.